# Славия (хоккейный клуб, София)
«Славия» (болг. Славия) — болгарский хоккейный клуб из города София. Основан в 1919 году. Выступает в Болгарской хоккейной лиге. Домашние матчи проводит на стадионе Славия София.

## Прежние названия
- 1919—1949 — «НФД Славия»
- 1949—1951 — «ДСО Строитель»
- 1951—1957 — «Ударник»
- 1957—н. в. — «Славия»

## Достижения
- Чемпионат Болгарии по хоккею:
  - Победители (21)  : 1953 , 1954 , 1985 , 1987 , 1988 , 1991 , 1993 , 1994 , 1996 , 1997 , 1998 , 2000 , 2001 , 2002 , 2004 , 2005 , 2008 , 2009 , 2010 , 2011 , 2012
  - Серебряный призёр (12)  : 1952 , 1976 , 1980 , 1981 , 1982 , 1990 , 1992 , 1995 , 1999 , 2003 , 2006 , 2013
- Кубок Болгарии по хоккею:
  - Обладатель (15)  : 1954 , 1963 , 1970 , 1992 , 1993 , 1994 , 2001 , 2002 , 2003 , 2004 , 2008 , 2009 , 2010 , 2011 , 2012